# Кемна, Юлиус
Ю́лиус Ке́мна (нем. Julius Kemna 18 декабря 1837, Бармен — 8 июня 1898, Бреслау, Германия) — немецкий предприниматель и инженер.

## Биография
Родился в 18 декабря 1837 года в евангелической семье в Бармене, ныне — пригород Вупперталя. В юности переехал в Силезию из Бармена и сначала работал в сельском хозяйстве. В 1867 году основал в Бреслау мастерскую по производству сельскохозяйственных машин. После Франко-прусской войны 1870—1871 годов осознал значимость парового двигателя в сельском хозяйстве, сначала занялся продажей в Германии британских сельскохозяйственных машин производства компании Фаулера, а затем наладил собственное производство паровых плугов, и его компания стала крупнейшей в этой отрасли Европе. С 1882 года наладил также производством дорожно-строительной техники, в частности — паровых катков. Скончался 8 июня 1898 года в Бреслау (ныне Вроцлав, Польша).

## Наследие
На рубеже веков созданное Кемной промышленное производство превратилось в одно из крупнейших в отрасли — в 1905 году на промышленной площадке площадью 52 000 квадратных метров было занято около 900 работников. С 1920-х годов основанная Кемной компания наладила производство тракторов. В 1923 году первыми в Германии выпустили дорожный каток с двигателем, работающим на сырой нефти (дизельный двигатель Deutz). Машиностроительный завод Julius Kemna просуществовал до 1945 года, когда его производственная программа была передана по лицензии компании Hagelstein в Травемюнде. Компания Kemna Bau в Пиннеберге (ранее Kemna KG Hamburg), преобразованная из компании Schlesische Maschinenfabrik в 1931 году, существует и сегодня.